# Uspeniwka (hromada Pokrowsk)
Uspeniwka (ukr. Успенівка) – wieś na Ukrainie, w obwodzie donieckim, w rejonie pokrowskim, w hromadzie Pokrowsk. W 2001 liczyła 419 mieszkańców.